# Lotus 59
El Lotus 59 es un coche de carreras construido por Lotus Components Ltd. para las temporadas 1969 y 1970 de Fórmula 2, Fórmula 3, Fórmula Ford y Fórmula B.

## Diseño
Tras el fracaso (al menos en ventas) del Lotus 41, el Lotus 59 fue diseñado desde cero por Dave Baldwin utilizando tubos de acero rectangulares en una configuración de estructura espacial compleja. Esta configuración fue en respuesta a las quejas de los clientes sobre la reparación difícil y costosa del monocasco Lotus 35 de aleación de aluminio y la combinación de tubería de acero soldado y chapa de acero en el Lotus 41 del diseño de John Joyce. Los tubos del bastidor se utilizaron como paso de agua hacia / desde el radiador en las versiones F3 / FF, pero no se utilizaron en la versión F2 / FB, sino que se utilizaron tubos de agua largos montados fuera de la carrocería. El enfriador de aceite se montó en el mamparo más trasero por encima de la transmisión.
Lotus 59 vino originalmente en dos versiones; 59 para Fórmula 3 y Fórmula Ford, 59B para Fórmula 2 y Fórmula B, todos compartiendo la misma distancia entre ejes de 92.5 ", que era 2.5" más larga que el anterior 41 / 41X. La suspensión era muy convencional con doble horquilla y unidad de resorte / amortiguador externo en la parte delantera, con brazo superior y horquilla invertida inferior combinados con brazos de radio superior e inferior y unidad de resorte / amortiguador externo en la parte trasera. Los frenos estaban fuera de borda en la parte delantera y trasera.
Sin embargo, la geometría delantera anti-inmersión que se introdujo en el Lotus 31, y la geometría trasera anti-sentadilla con brazos de radio incomparable (que contrarresta las reducciones de inclinación trasera y convergencia al frenar) que se introdujo con el 41C, fueron completamente desarrollado en el 41X (que tenía múltiples puntos de sujeción del brazo de suspensión), y la configuración que se considera la mejor está incorporada en el cuadro 59.Mientras que el 59 usaba montantes delanteros Triumph Herald, el 59B usaba montantes y frenos Lotus 41X de la versión Fórmula Dos compartidos con Lotus 47A. Los cubos y las ruedas eran de imitación con contratuerca central enroscable, a excepción de la versión de Fórmula Ford, que tenía la configuración Ford de producción 4 según la fórmula.
El 59 apareció por primera vez el 27 de diciembre de 1968 en la reunión de Brands Hatch Boxing Day. Después de que se resolvieron algunos problemas iniciales en las tasas de resorte y en el circuito de aceite, el diseño resultó exitoso. Su punto fuerte fue el excelente agarre en carretera que permitió al conductor reducir la potencia de manera más efectiva que la competencia al salir de las curvas en una superficie de carretera menos que perfecta.
Para 1970, 59B fue reemplazado por Lotus 69. El 59 se mantuvo prácticamente sin cambios durante el año, pero la nariz en forma de cincel del Lotus 69 se modernizó a mitad de temporada. Esta nueva configuración se conoce comúnmente como 59A para F3 y 59FB para Formula Ford.
Debido al cierre de Lotus Components en 1971, los registros de producción de Lotus 59 son incompletos, erráticos y poco fiables. Sin embargo, se cree que alrededor de 46 chasis se han fabricado con el registro más reciente conocido de número de chasis "59xF3 / FF / 46" con la fecha de fabricación "13/12/70".
Como es habitual en los productos Lotus Components, el ensamblaje inicial del bastidor 59 se llevó a cabo internamente y luego se hizo cargo de Arch Motors. El sello de número de serie 'AM' más antiguo conocido es "AM-59FB5" en el número de chasis "59xB / F2 / 38".
Dave Baldwin se unió a muchos otros empleados de Lotus Components para formar GRD en 1971 y continuó brindando soporte a los usuarios de Lotus 59 y 69.

## Récords
Los éxitos incluyen a Jochen Rindt, quien dominó o compartió el podio con Jackie Stewart o Jean-Pierre Beltoise en casi todas las carreras de F2 de 1969 en las que participó, conduciendo el semi-trabajo Roy Winkelmann Racing 59B, pero fue excluido de la clasificación del campeonato porque él ( junto con Stewart y Beltoise) era un "conductor graduado".
Sus compañeros de equipo no clasificados, Alan Rollinson y John Miles, anotaron algunos puntos en el campeonato, pero no fueron rival para el no clasificado Johnny Servoz-Gavin en Matra MS7-Ford, Hubert Hahne en Lola T102-BMW, François Cévert en Tecno -Ford y Henri Pescarolo en Matra MS7-Ford.
El Gold Leaf Team Lotus corrió a Roy Pike y Mo Nunn en 59B en las carreras británicas de F2 en la temporada de 1969.
Emerson Fittipaldi en un 59 ganó nueve carreras de F3 en el Campeonato MCD Lombard para convertirse en el campeón de 1969. Además, Freddy Kottulinsky y Tetsu Ikuzawa ganaron varias carreras de F3 en la 59 en 1969.
Para la temporada de 1970, Emerson Fittipaldi y Tetsu Ikuzawa subieron a la Fórmula Dos con el Lotus 69 de semi-obras menos exitoso, y terminaron la temporada en el tercer y sexto lugar respectivamente, derrotados por Clay Regazzoni en Tecno-Ford y Derek Bell en Brabham. BT30-Ford / BMW. James Hunt ganó varias carreras con su Molyslip Lotus 59, incluida la segunda en la serie 1 y la victoria en la serie 2 en Brands Hatch el 17 de julio de 1970. Hunt también se estrelló contra Dave Morgan en Crystal Palace en octubre de ese año, Murray Walker acuñó la palabra shunt en esa reunión.
En F3, Carlos Pace en un 59 ganó el Campeonato de F3 Forward Trust en el Reino Unido para la temporada de 1970. Freddy Kottulinsky y Sten Axelsson del equipo Lipton Tea ganaron cuatro carreras del Campeonato de Europa de Fórmula 3.
- Datos: Q1871237
- Multimedia: Lotus 59 / Q1871237